# Slíďák suchopárový
Slíďák suchopárový (Alopecosa striatipes) je druh pavouka z čeledi slíďákovití (Lycosidae) a rodu Alopecosa.

## Popis
Slíďák suchopárový dosahuje délky těla 9 až 15 mm, z toho hlavohruď zabírá 4–6 mm. Samice bývají o něco větší než samci. Hlavohruď je tmavě hnědá, s bělavým centrálním pruhem a okraji. Zadeček je v případě samců zdoben podélně se táhnoucí žlutavě bílou páskou, jež je po stranách ohraničena černými pruhy. U samic lze na přední části zadečku po stranách pozorovat krátké hnědé klínky, na které z vnitřní strany navazují delší bílé pruhy. Světlé příčné skobovité proužky vzadu zakončuje pět páru tmavých a světlých skvrnek. Spodek zadečku je tmavý. Končetiny mají hnědavé zbarvení s podélným bílým proužkováním. Vzhledem se druh podobá ostatním slíďákům z rodu, zvláště pak panonskému slíďákovi stepnímu (Alopecosa mariae).

## Biologie
Slíďák suchopárový je rozšířen skrze Evropu až po Kavkaz a Ázerbájdžán. V Česku žije velmi vzácně, přičemž jeho výskyt je omezen primárně na jižní Moravu. Dospělce lze pozorovat od března do června, pavouk je teplomilný a aktivní především za slunečného počasí, jinak žije krypticky. Slíďák suchopárový žije především na suchých nezastíněných biotopech, ideálně jen s malým množstvím vegetace. Typicky se s ním lze setkat na skalnatých stepích, suchých trávnících, okrajích borových lesů, případně i v lomech. Preferuje mikrostanoviště s rozvolněnou vegetací a holými plochami substrátu, která vznikla po řízeném vypalování. Řízené vypalování menších ploch tedy může vést k jeho podpoře.